# Sinapidendron angustifolium
Sinapidendron angustifolium é uma espécie de planta com flor pertencente à família Brassicaceae. 
A autoridade científica da espécie é (DC.) Lowe, tendo sido publicada em Man. Fl. Madeira 1: 30 (1857).

## Portugal
Trata-se de uma espécie presente no território português, nomeadamente no Arquipélago da Madeira.
Em termos de naturalidade é endémica da região atrás referida.

## Protecção
Não se encontra protegida por legislação portuguesa ou da Comunidade Europeia.